# Mia Skäringer
María Isabel "Mia" Skäringer Lázár, nacido Johansson (4 de octubre de 1976, Kristinehamn) es una actriz, guionista y cantante sueca. Skäringer quería ser actriz desde que tenía cuatro años y era un miembro activo del teatro en su ciudad natal. Su primer trabajo de televisión fue el programa Sanning & konsekvens en ZTV, lo cual fue seguido por unos programas de radio con Klara Zimmergren. Skäringer y Zimmergren tenían su propio programa de radio llamado Roll On que luego fue rediseñado para televisión bajo el nombre Mia och Klara, y dicho programa ganó el premio Kristall del mejor programa de humor en los años 2008 y 2009.
Después de haber escrito columnas y blogs para la revista Mama, publicó el libro Dyngkåt och hur helig som helst en agosto de 2009. Desde el año 2010 Skäringer interpreta el papel de Anna Svensson, una de las protagonistas en el serie de televisión Solsidan, y además tiene su propio programa Mia på Grötö.

## Carrera

### 1995-2009
Skäringer comenzó sus estudios de escritura en la isla de Öland en 1995 y luego consiguió un trabajo en el ZTV como anfitriona del programa Sanning & konsekvens. En el año 1997 trabajó como comediante en vivo en el programa Släng dig i brunnen. 
En 1997 también participó en varios programas de radio en Sveriges Radio P3 en colaboración con Klara Zimmergren, y después de un tiempo las dos comenzaron a difundir su propio programa llamado Roll On. Tuvieron su última transmisión en enero de 2007, y desde allí empezaron a rediseñar los personajes de Roll On para adaptarlos a un programa de televisión. En el otoño del año 2007 estrenó su programa Mia och Klara en SVT1, y el primer episodio fue visto por alrededor de 610.000 personas. La serie de ocho episodios fue un éxito, y en la primavera de 2009 se mostró la segunda temporada, Mia och Klara 2, con alrededor de 1 millón telespectadores cada capítulo.
En los años 2008 y 2009 ganó Mia och Klara el mejor programa de humor en la ceremonia de premiación Kristallen. Además, Skäringer y Zimmergren ganaron el premio del mejor dúo en Gaygalan del año 2008. El dúo dijo a Expressen en agosto de 2009 que la tercera temporada, Mia och Klara 3 será grabada para estrenar en la primavera de 2011 en SVT.

### 2009–
Skäringer publicó el libro Dyngkåt och hur helig som helst en el año 2009, donde escribió sobre su experiencia de divorcio, la maternidad, la culpa, ansiedad de rendimiento y baja autoestima. El libro está basado en las columnas y el blog que ella tenía mientras trabajaba por la revista Mama.
Aparte del 20 de abril hasta el 30 de mayo de 2010 Skäringer realizó un espectáculo basado en el libro.
Durante la primavera del año 2009 comenzó la grabación de la primera temporada de la serie de televisión Solsidan junto con Felix Herngren, Johan Rheborg y Josefina Bornebusch. La serie estrenó el 29 de enero de 2010 en TV4, y el primer episodio tuvo más que 1,8 millones televidentes. La serie fue un éxito y desde entonces han transmitido cuatro temporadas más. En el año 2017 se convirtió la serie en una película, y Skäringer fue nominada al premio Guldbagge en la categoría de mejor protagonista.
En los años 2013 y 2014 Skäringer era anfitriona en su propio programa Mia på Grötö, y en la primavera de 2015 comenzó la emisión de su programa de humor Ack, Värmland en el TV4. Además, tiene un papel en la serie Ängelby de SVT que estrenó el otoño de 2015.
El 22 de junio de 2015 Skäringer recibió el premio Lisebergsapplåden en conjunción con el estreno de la temporada de Lotta på Liseberg.

## Vida privada
Mia Skäringer Lázár está casada con Gabriel Lázár y tiene tres hijos.

## Filmografía
- 1995 – Sanning & konsekvens (programa de TV)
- 1997 – Släng dig i brunnen (TV-programa)
- 2007-2009 – Mia och Klara (programa de TV)
- 2009 – Karaokekungen
- 2010-2015 – Solsidan (programa de TV)
- 2012 – Mammas pojkar
- 2013 – Mia på Grörö (programa de TV)
- 2013 – El abuelo que saltó por la ventana y se largó
- 2015 – Ack Värmland (serie de TV)

## Premios y reconocimientos
| Año  | Precio                             | Categoría                                           | Para                            | Resultados |
| ---- | ---------------------------------- | --------------------------------------------------- | ------------------------------- | ---------- |
| 2008 | Gaygalan                           | El dúo del año (con Klara Zimmergren)               | Mia och Klara                   | Ganadora   |
| 2008 | Kristallen                         | El programa de humor del año (con Klara Zimmergren) | Mia och Klara                   | Ganadora   |
| 2009 | Kristallen                         | El programa de humor del año (con Klara Zimmergren) | Mia och Klara                   | Ganadora   |
| 2011 | Gaygalan                           | Escenario del año                                   | Dyngkåt och hur helig som helst | Ganadora   |
| 2011 | El residente de Gotemburgo del año |                                                     |                                 | Ganadora   |